# Гуреев, Сергей Александрович
Серге́й Алекса́ндрович Гуре́ев (30 декабря 1934, Пенза — 2012) — юрист, специалист по международному праву и правовым проблемам торгового мореплавания; выпускник Института внешней торговли СССР (1958), доктор юридических наук с диссертацией о вопросах торгового мореплавания (1979); профессор на кафедре международного права РУДН (1983); профессор Института экономики и предпринимательства; старший научный сотрудник Института государства и права АН СССР.

## Биография
Сергей Гуреев родился в городе Пенза (СССР) 30 декабря 1934 года; в 1953 году, окончив среднюю школу, он стал студентом московского Института внешней торговли — стал выпускником данного ВУЗа в 1958 году. После получения высшего образования он был распределён в Министерство внешней торговли (МВТ) СССР, где получил юридическую работу. В последующие годы он являлся юрисконсультом и старшим юрисконсультом в нескольких внешнеторговых объединениях МВТ — он также работал в заграничном аппарате данного министерства вплоть до октября 1968 года. Защитил кандидатскую диссертацию на тему «Национализация в Республике Куба и международное право» — стал кандидатом юридических наук.
В 1968 году Гуреев перешёл на работу в Академию наук (АН) СССР: с октября 1968 по июнь 1983 года являлся старшим научным сотрудником Института государства и права (ИГП) АН СССР, работая в секторе морского, воздушного и космического права. В 1979 году успешно защитил докторскую диссертацию по теме «Современные проблемы международно-правового регулирования торгового мореплавания» — стал доктором юридических наук. В 1983—1987 годах являлся профессором на кафедре международного права, относившейся к юридическому факультету Университета дружбы народов (РУДН). В 1987 году начал работать в Институте комплексных транспортных проблем, действовавшем при Госплане СССР, а также, уже в России — в Совете по изучению производительных сил при Президиуме РАН; одновременно являлся преподавателем в нескольких столичных ВУЗах, включая МГУ имени Ломоносова, Московский новый юридический институт и Государственный университет управления; преподавал также в Институте экономики и предпринимательства. В XXI веке перешёл в Пограничный научно-исследовательский центр ФСБ, где стал профессором. Скончался в 2012 году.

## Работы
Сергей Гуреев специализировался на проблемах международного права, включая положения международного космического и международного воздушного права:
- «Коллизионные проблемы морского права» (М., 1972);
- «Международное торговое судоходство (международные правовые проблемы)» (М., 1979);
- «Международное речное право» (М., 1993) (в соавт.).